# Eublemma delicatula
Eublemma delicatula är en fjärilsart som beskrevs av Embrik Strand 1917. Eublemma delicatula ingår i släktet Eublemma och familjen nattflyn. Inga underarter finns listade i Catalogue of Life.